# Coupe d'Arménie de football 2015-2016
Navigation
Coupe d'Arménie 2014-2015 Coupe d'Arménie 2016-2017
La Coupe d'Arménie 2015-2016 est la 25e édition de la Coupe d'Arménie depuis l'indépendance du pays. Elle prend place entre le 21 octobre 2015 et le 5 mai 2016.
Un total de huit équipes participe à la compétition, correspondant à l'ensemble des clubs de la première division 2015-2016.
La compétition est remportée par le Banants Erevan qui s'impose contre le Mika Erevan à l'issue de la finale pour gagner sa troisième coupe nationale. Cette victoire permet au Banants de se qualifier pour la Ligue Europa 2016-2017 ainsi que pour l'édition 2016 de la Supercoupe d'Arménie.

## Quarts de finale
Les matchs aller sont disputés les 21 et 28 octobre 2015, et les matchs retour les 4 et 25 novembre suivants.
| Équipe 1           | Score | Équipe 2             | Aller | Retour |
| ------------------ | ----- | -------------------- | ----- | ------ |
| Mika Erevan (D1)   | 2 - 1 | (D1) Shirak FC       | 1 - 1 | 1 - 0  |
| Pyunik Erevan (D1) | 1 - 3 | (D1) Gandzasar Kapan | 1 - 3 | 0 - 0  |
| Alashkert FC (D1)  | 5 - 0 | (D1) Ararat Erevan   | 1 - 0 | 4 - 0  |
| Ulisses FC (D1)    | 2 - 4 | (D1) Shirak FC       | 0 - 3 | 2 - 1  |

## Demi-finales
Les matchs aller sont disputées les 15 et 16 mars 2016, et les matchs retour un mois plus tard les 12 et 13 avril suivants.
| Équipe 1            | Score             | Équipe 2             | Aller | Retour   |
| ------------------- | ----------------- | -------------------- | ----- | -------- |
| Mika Erevan (D1)    | 1 - 1 (6 - 5 tab) | (D1) Gandzasar Kapan | 0 - 1 | 1 - 0 ap |
| Banants Erevan (D1) | 2E - 2            | (D1) Alashkert FC    | 0 - 1 | 2 - 1    |

## Finale
La finale de cette édition oppose le Banants Erevan au Mika Erevan. Les deux équipes affichent une certaine expérience à ce niveau de la compétition, le Banants disputant sa huitième finale depuis 1992, pour deux victoires en 1992 et 2007, tandis que le Mika, finaliste malheureux la saison précédente, atteint ce stade pour la huitième fois depuis 2000 pour six victoires remportées, la plus récente datant de 2011.
Disputée le 4 mai 2016 au stade Républicain Vazgen-Sargsian d'Erevan, la partie tourne rapidement à l'avantage du Banants, qui ouvre le score dès la 3e minute par l'intermédiaire de Laércio (en) sur penalty avant qu'Atsamaz Bouraïev (en) n'offre une avance de deux buts aux siens peu avant la mi-temps. Le score n'évolue plus par la suite et permet au Banants de remporter sa troisième coupe nationale.
| ·                 |
| Entraîneur :      |
| Tito Ramallo (en) |

| ·              |
| Entraîneur :   |
| Sergueï Iouran |

| ·                 |
| Entraîneur :      |
| Tito Ramallo (en) |

| ·              |
| Entraîneur :   |
| Sergueï Iouran |